# Lijst van Duitse zweefvliegtuigen

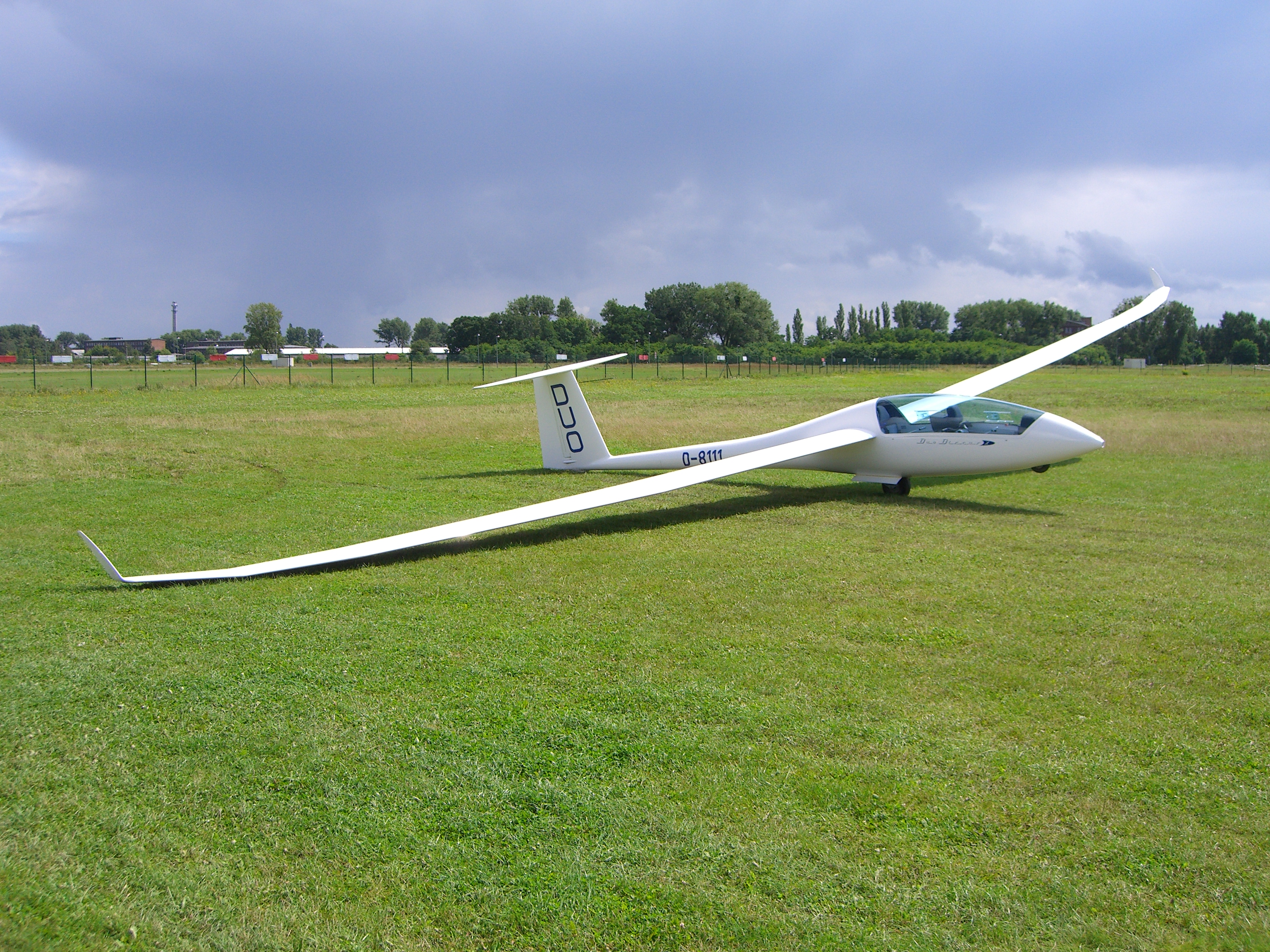
Schempp Duo Discus

Hieronder volgt een lijst van Duitse zweefvliegtuigen:
- Agfa-Gevaert
- Akaflieg
  - Akaflieg Karlsruhe
    - AK-1
    - AK-2
    - AK-5
    - AK-5B
    - AK-8
    - AK-X
- Allgaier Geier
- Andersson Datschi
- ASW-12
- ASK-13
- ASK-14
- ASW-15
- ASW-17
- ASK-18
- ASW-19
- ASW-20
- ASK-21
- ASW-22
- AS 22-2
- ASK-23
- ASW-24
- ASH-25
- ASH-26
- ASW-27
- ASW-28
- ASG-29
- ASH-30
- ASH-31
- ASG-32
- AS 33
- Bachem Lerche
- Baden-Baden glider
- Bahr (glider)
- Benz Be-2
- Berliner Segelflugvereins 1923 primary
- Binder EB28
- Binder EB29
- Binder ASH-25 EB28
- Blessing Rebell
- Blessing V-7 Gleiter-Max
- Böhm Schmankerl
- Bölkow Phoebus
- Bonn Helge
- Bonn I Vulkan
- Bonn Schlägel und Eisen
- Bremen-Lane
- Bremer Max
- Bremer Strolch
- BS 1K
- BSV 1923 glider
- BSV Luftikus
- Budig 1921 glider
- Waibel-Butler Concordia
- D-Helios
- D.D. Zögling
- Daimler L15
- Delta 1
- Derwitzer
- Der Dessauer
- Dessau Agfa
- Glaser-Dirks Flugzeugbau GmbH
  - DG-100
  - DG-200
  - DG-300
  - DG-400
  - DG-500
  - DG-600
- DG Flugzeugbau GmbH
  - DG-808C
  - DG-1000
  - Erfurt Erfurt
- Eta (glider)
- Eta Biter
- Etrich-Wels 1906 glider
- FAB 3
- Fisher-Boretzki Fibo 2a
- Focke-Wulf Kranich III
- Freiherr von Lüttwitz glider
- Fulda Erlkönig
- Fulda Fulda
- Glasfaser Nimeta
- Glasflügel
  - Glasflügel BS-1
  - Glasflügel H-30 GFK
  - Glasflügel H-101 Salto
  - Glasflügel H-201 Standard-Libelle
  - Glasflügel H-301 Libelle
  - Glasflügel 202 Standard-Libelle
  - Glasflügel 203 Standard-Libelle
  - Glasflügel 204 Standard-Libelle
  - Glasflügel 205 Club Libelle
  - Glasflügel 206 Hornet
  - Glasflügel Hornet C
  - Glasflügel 303 Mosquito
  - Glasflügel 304
  - Glasflügel 401 Kestrel
  - Glasflügel 402
  - Glasflügel 604
  - Hansjörg Streifeneder Falcon
- Gnewikow Gne-3
- Görlitz I
- Göttingen IV Niedersachsen
- Graf von Saurma Milan
- Grob G102 Astir
- Grob G103 Twin
- Grob G104 Speed Astir
- Gropp Zaunkönig
- Günar 1
- Haase-Kensche-Schmetz HKS-1
- Haessler-Villinger HV-1 Mufli
- Hamborger Jung
- Hamburg Störtebecker
- Harbich Ha-12/ 49
- Harth S-1
- Heide FS-16 Wippsterz
- Heidelberg Kurpfalz Sauzahn
- Heinkel Greif II – Heinkel Speyer
- Heinkel He 162S
- Helios (glider)
- Hentzens Maikäfer
- HG-1 Tölpel
- Hirth-Hütter Goevier III
- Hofmann Schloß Mainberg
- HpH 304
- Hoffmann H-36 Dimona
- Horten-Schäfer Aachen
- Icaré 1
- Icaré 2
- Illerfalke
- Junkers Ju 322
- Jupp-Pitter
- Ka-1
- Ka-2
- Ka-3
- Ka-4
- Ka-6
- Ka-7
- Ka-8
- Ka-10
- Kassel 1926 glider
- Kegel III
- Kirchner Futurum
- Kirchner Hessenland
- Kirchner La Pruvo
- Köhl Nurflügler
- Kolibri-B
- Königsberg Lüwa III
- Konrad Ko Ro-4
- Kortenbach & Rauh Kora 1
- Krekel Grille
- Krüger Schlägel und Eisen
- Ksoll Breslau
- Ksoll Galgenvogel I
- Ksoll Galgenvogel III
- Kurten Sie3
- Langhammer L-10 Libelle
- Laubenthal Lore
- LCF-II
- LFG Boot-Phönix
- Lilienthal Hang Gliders
- LO 120 S
- Rolladen-Schneider Flugzeugbau
  - LS1
  - LSD Ornith
  - LS2
  - LS3
  - LS4
  - LS5
  - LS6
  - LS7
  - LS8
  - LS9
  - LS10
  - LS11
- Lutz Welu-48
- Luty Ly-542 K Stösser
- M&D Flugzeugbau Samburo
- Mähr.-Schönberg S. E. II
- Markmann Mark-10
- Martens Pegasus
- Martens S
- Meinigen
- Meusel M-IV
- Milbert Hansa
- Milomei M1 Michael-Lorenz Meier
- Milomei M2
- Moazagotl
- Möller Stormann
- Eichhorn Möwe
- Nipp Bremen-Lane
- Niemcy Bräutigam
- Nürnberg D-14 Doppeldecker
- Oller Dussel
- Onigkeit 1938 glider
- Ozite
- Pelzner C
- Pelzner Hang Glider
- Pelzner Hängegleiter 1920
- Peyean Boot I
- Peyean Boot II
- Peyean Schwalbe
- Pflumm Schleppgleiter
- Platz glider
- Richter Möwe
- Riedel PR-1
- Riedel PR-2
- Rostock M III
- Roter Vogel
- Saurma-Jeltsch motor-glider
- Schempp-Hirth
  - Göppingen Gö 1
  - Göppingen Gö 9
  - Standard Austria sailplane line
  - Schempp-Hirth SHK
  - Cirrus
  - Standard Cirrus
  - Discus
  - Discus-2
  - Ventus
  - Ventus-2
  - Ventus-3
  - Nimbus
  - Nimbus-2
  - Nimbus-3
  - Nimbus-4
  - Mini-Nimbus
  - Janus
  - Duo Discus
  - Arcus
  - Quintus
- Schlesien in Not
- Schmid MS-4
- Schmid MS-5
- Schmid S-1
- Schröder-Peters SP-1 V1
- Schul-Marczinski Stadt Magdeburg
- Schwarzwald-Flugzeugbau Donaueschingen Ibis
- Schwarzwald-Flugzeugbau Donaueschingen Strolch
- Seehase MD-2 – Hans Seehase
- Seiler D-1
- Siebert Sie-3
- SM-5 (glider)
- Stähls Lo 170
- Steinleher-Huber SH-2H
- Strandpromenade
- Strauber-Frommhold Mistral
- Sturm Super Orchidee
- Stuttgart I
- Stuttgart II
- Thoenes Alexander-der-Kleine
- Udet Alpensegler
- Ursinus 1925
- Wagener H.F.V. 17 Pirat
- Westpreussen (glider)
- WWS WM-1
- Wimmer-Dewald Leonardo 2000
- Wind Wi-1
- Windhund
- Württemberg (glider)
- Zeise-Nesemann Bird
- Zeise-Nesemann Senator
- Zwickau Sorgenkind
- Zeise 1921 MPA